# Князевка (станция)
Кня́зевка — грузовая железнодорожная станция Приволжской железной дороги, входящая в Саратовский железнодорожный узел.
Станция принадлежала Рязано-Уральской железной дороге. При станции Князевка находились мастерские для ремонта судов флотилии РУЖД.
Станция электрифицирована на переменном токе. Через станцию проходят все поезда, следующие со станций Ртищево и Сенная на станцию Анисовка, а также все пассажирские поезда, проходящие через Саратов и пересекающие Волгу по Саратовскому железнодорожному мосту. Грузовые поезда отправляемые со станции в порты черноморского бассейна (Новороссийск, Грушевая) отправляются с разворотом по станции Саратов-3.
Профиль пути в районе станции тяжёлый, особенно в направлении станций Саратов-2 и Саратов-3.
Пассажирские поезда ведут через станцию тепловозы ТЭП70 ТЭП70БС в основном ТЧ Саратов, а также ТЧ Волгоград. Грузовые поезда обслуживаются электровозами ТЧ Петров Вал, ТЧ М. Горького, ТЧ Ершов, ТЧ Сенная, ТЧ Астрахань II, ТЧ Лиски, ТЧ Тимашевская, ТЧ Минеральные Воды. Вывозная работа может выполняться также тепловозами ТЧ Ершов. Маневровая работа на станции выполняется тепловозами ТЧ Саратов. Электропоезда, проходящие через станцию обслуживает моторвагонное депо Анисовка. Да 2005 года на станции существовала пригородная билетная касса.
От станции Князевка отходит однопутная неэлектрифицированная железнодорожная ветка на станцию Саратов-Порт, двухпутной электрифицированной линией станция соединена со станцией Саратов-2.
Соседние станции: в нечётном направлении Саратов-3 и Саратов-2, Саратов-Порт, а в чётном направлении — Нефтяная. Таким образом станцию Князевка можно считать узловой.
Крупнейшим грузоотправителем станции является Саратовский нефтеперерабатывающий завод, принадлежащий ныне Роснефти. На станции существует песчаный карьер с подъездными путями для намывке привезенного на баржах речного песка.